# Richard B. Frank
Richard B. Frank (né en 1947 au Kansas) est un avocat et historien militaire américain.
Frank est diplômé de l'Université du Missouri en 1969 après quoi il sert quatre ans dans l'United States Army. Au cours de la guerre du Vietnam, il effectue une période de service en tant que chef de section dans la 101st division aéroportée. En 1976, il est diplômé du Georgetown University Law Center (en).

## Source de la traduction
- (en) Cet article est partiellement ou en totalité issu de l’article de Wikipédia en anglais intitulé « Richard B. Frank » (voir la liste des auteurs).